# 营盘路湘江隧道
营盘路湘江隧道简称营盘路隧道为湖南省长沙市首条横穿湘江隧道；营盘路湘江隧道也是中国首条江底立交隧道，隧道通道总长约8.5公里。该隧道位于银盆岭大桥与橘子洲大桥间，上距橘子洲大桥约1公里，下距银盆岭大桥2公里。主线西起咸嘉湖路，下穿潇湘路、傅家洲、橘子洲和湘江路，东接营盘路。营盘路隧道为双孔隧道，呈东西向，双孔为南北分布，其中北孔隧道全长3001米，南孔隧道全长2702米。营盘路隧道共设四股匝道，湘江二岸各设二个，均为南北向分布。西岸匝道与潇湘路相连，匝道长分别为625.2米与560.4米；东岸匝道连接湘江路，匝道长分别为840米与798米。隧道总投资达18.7亿元，2009年9月20日开建，2011年10月29日正式通车。

## 漏水
2012年3月7日，媒体披露营盘路湘江隧道出现多达132处漏水，施工时质监单位曾六度要求整改，隧道安全问题引发市民关注。